# Georg Bose

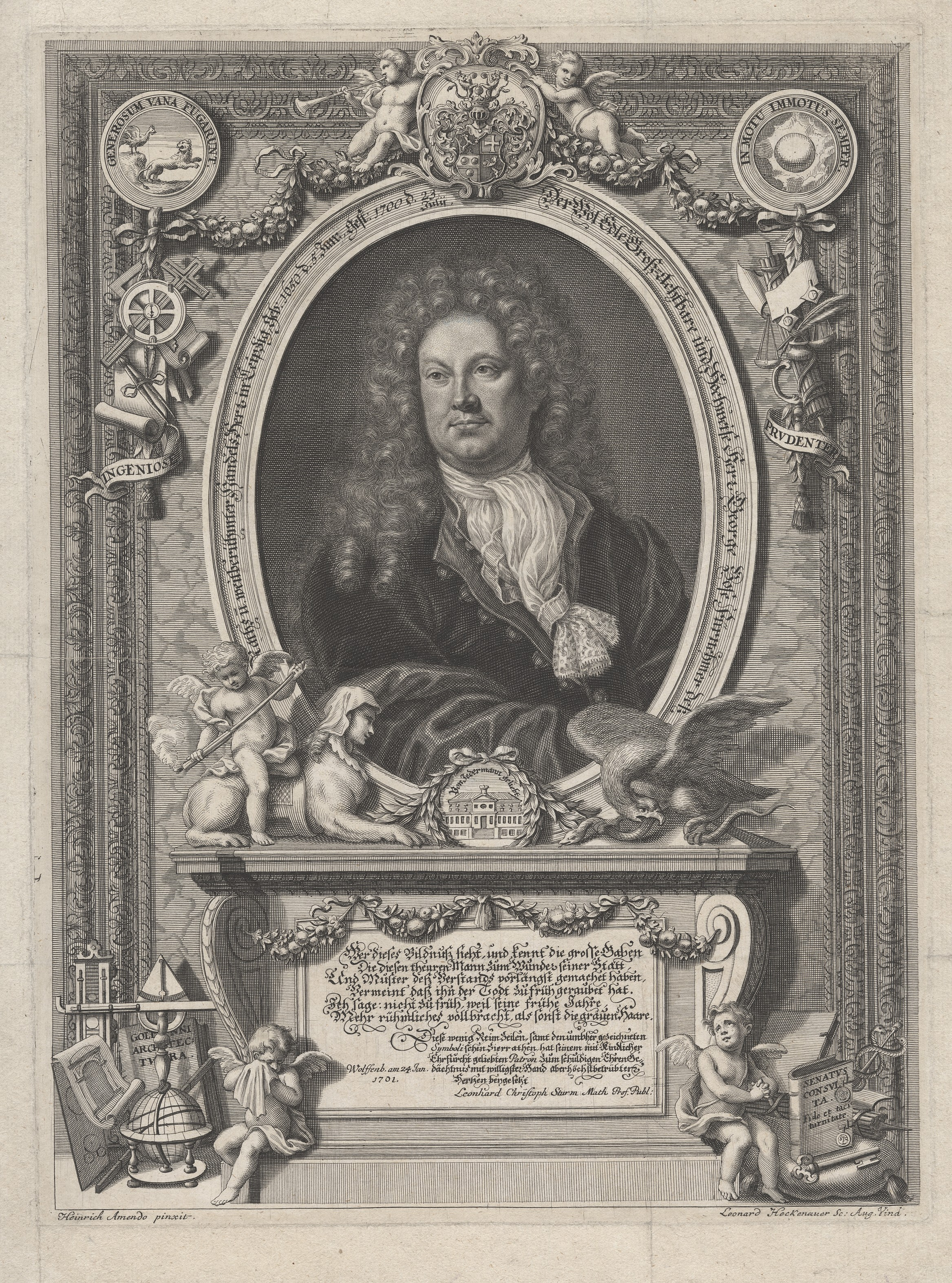
Georg Bose

Georg Bose (* 5. Januar oder 25. Januar 1650 in Leipzig; † 23. Juli 1700 ebenda) war ein deutscher Handels- und Leipziger Ratsherr.

## Leben
Georg Bose war der Sohn von Johann Ernst Bose (1612–1681). Dieser hatte 1660 das kurfürstliche Privileg zum Betrieb einer Gold- und Silberwaren-Manufaktur in Leipzig erhalten. In ihr wurde Gold- und Silberdraht hergestellt, zu vielfältigen Posamenten verarbeitet und diese schließlich gehandelt. Das sicherte der Familie Wohlstand und die Zugehörigkeit zum Leipziger Patriziat. Auch Georg Bose stieg in die Manufaktur ein.
Sein Bruder Caspar Bose (1645–1700) ließ ab 1685 den ihm durch Erbschaft zugefallenen Garten in der östlichen Vorstadt von Leipzig zum ersten der großen Barockgärten der Stadt umgestalten. Ihm nacheifernd kaufte Georg Bose einen Garten in den Flussauen westlich der Stadt und ließ ihn 1693 ebenfalls zu einem Ziergarten ausbauen. Zur Unterscheidung der beiden Gärten wurden sie nach den Größenverhältnissen benannt, Caspars Garten als Großbosischer und Georgs als Kleinbosischer Garten.
Als Ratsherr der Stadt übernahm Georg Bose 1692 das Ehrenamt des Vorstehers des St. Georgen Zucht-, Irren- und Waisenhauses. In dieser Zeit war die am Johannisplatz liegende Einrichtung zu klein geworden, und eine größere innerhalb der Stadtmauern sollte errichtet werden. Mit Energie und unermüdlichem Eifer betrieb Bose den Bau am östlichen Ende des Brühl und sammelte Geld dafür. Er selbst entwarf den Plan und leitete den Bau, dessen Vollendung er leider nicht erleben konnte. Sein Nachfolger, der Ratsherr Johann Ernst Kregel von Sternbach (1652–1731) vollendete ein Jahr später, 1701, den Bau des Georgenhauses.
Auch kirchlich war Bose stark engagiert. Das Leipziger Franziskanerkloster zum Heiligen Geist war nach der Reformation aufgehoben und dessen Kirche ab der Mitte des 16. Jahrhunderts als Lagerhalle durch die Leipziger Kaufleute genutzt worden. Bose setzte sich für die Wiederherstellung des Gebäudes als Kirche ein. Es ist ein Großteil sein Verdienst, dass 1699 das Gebäude nach Erweiterungen und Umbauten unter der Bezeichnung Neukirche (ab 1876 Matthäikirche) wieder eingeweiht wurde.
Im Pestjahr 1680 war Georg Bose Gründungsmitglied der karitativen Gesellschaft der Vertrauten.
1898 wurde die Straße, die auf der Achse des Kleinbosischen Gartens nach dessen Bebauung entstanden war, Bosestraße benannt.